# Regionalna Vaterpolo Liga
Regionalna Vaterpolo Liga, o Triglav Regionalna Liga per ragioni di sponsor, è una competizione pallanuotistica maschile a cui partecipano club del campionato croato, montenegrino, serbo e sloveno. La squadra attualmente campione in carica è il Novi Beograd, al suo secondo titolo.
Era nota fino al 2014 come Jadranska Liga (Lega Adriatica).

## Storia
Alla fine degli anni 2000 alcune federazioni dell'Europa centrale e balcanica hanno discusso sulla creazione di una competizione che raggruppasse le migliori squadre della massima divisione nazionale. Ciò aveva il fine di aumentare la visibilità, nonché la popolarità, della pallanuoto nel territorio nazionale. Il progetto ideato nel 2008 prevedeva di coinvolgere Croazia, Grecia, Montenegro, Serbia e Ungheria. Ma la prima edizione, quella 2008-2009, vide come squadre partecipanti otto club croati, tre montenegrini e uno sloveno. Nella stagione successiva vennero apportate due modifiche: i club montenegrini passarono da tre a quattro, facendo arrivare il numero delle squadre partecipanti a tredici; inoltre fu aggiunta alla formula della competizione un'ulteriore final four per decretare il vincitore. Nella medesima stagione Serbia, Ungheria, Romania e Slovacchia inaugurarono una nuova competizione che coinvolgeva tutti e quattro i paesi, l'Euro Interliga.
L'8 luglio 2011, durante la presentazione della quarta edizione della competizione, tenutasi a Zagabria, viene resa nota la partecipazione della Pro Recco, prima squadra italiana a prenderne parte, facendo arrivare il numero delle squadre partecipanti a quattordici. Nella stessa stagione anche il Partizan ha fatto richiesta di ammissione alla Lega ma tale richiesta ha trovato l'opposizione dei club montenegrini.
Nella stagione 2012-2013 la Pro Recco rinuncia alla partecipazione, facendo mancare l'unica rappresentante italiana, mentre l'AVK Triglav Kranj sostituisce il Koper come rappresentante della Slovenia.
Un ulteriore cambio avviene in occasione della stagione 2014-15, quando la competizione assume la denominazione Regionalna Liga e viene allargata anche ai club serbi.
L'attuale formula, confermata anche nella stagione 2024-25, prevede la partecipazione di club Sloveni, Croati, Serbi e Montenegrini. Oltre alla Premier Liga, nella quale sono inserite le 12 squadre di fascia alta, c'è anche una seconda divisione, chiamata A1 Liga, suddivisa in 2 gruppi (Gruppo A e Gruppo B) nella quale partecipano altre 17 squadre.

## Squadre partecipanti
Vengono illustrate tutte le squadre che hanno partecipato ad almeno un'edizione della competizione. Le cifre indicano la posizione in classifica di quella squadra alla fine della stagione indicata.
| Squadra           | Nazione    | 08-09 | 09-10 | 10-11 | 11-12 | 12-13 | 13-14 | 14-15 |
| ----------------- | ---------- | ----- | ----- | ----- | ----- | ----- | ----- | ----- |
| Akademija Cattaro | Montenegro | -     | 6     | 12    | -     | -     | -     | -     |
| Branik            | Slovenia   | -     | -     | -     | -     | -     | 12    | 15    |
| Budva             | Montenegro | 5     | 5     | 5     | 7     | 4     | 6     | 11    |
| Jadran H.N.       | Montenegro | 2     | 1     | 1     | 5     | 8     | 4     | 5     |
| Jadran Spalato    | Croazia    | 9     | 10    | 10    | 12    | 7     | 9     | 12    |
| Jug Dubrovnik     | Croazia    | 1     | 2     | 2     | 3     | 2     | 2     | 2     |
| Capodistria       | Slovenia   | 10    | 13    | 8     | 11    | -     | -     | -     |
| Medveščak         | Croazia    | 11    | 11    | 9     | 9     | 10    | 10    | 14    |
| Mladost           | Croazia    | 4     | 4     | 4     | 4     | 3     | 3     | 4     |
| Mornar            | Croazia    | 8     | 8     | 7     | 6     | 5     | 5     | 7     |
| Partizan          | Serbia     | -     | -     | -     | -     | -     | -     | 6     |
| POŠK              | Croazia    | -     | -     | 13    | 8     | 6     | 8     | 10    |
| POŠK              | Croazia    | 12    | 12    | -     | -     | -     | -     | -     |
| Primorac          | Montenegro | 3     | 3     | 6     | 10    | 9     | 7     | 13    |
| Primorje          | Croazia    | 7     | 7     | 3     | 2     | 1     | 1     | 1     |
| Pro Recco         | Italia     | -     | -     | -     | 1     | -     | -     | -     |
| Radnički          | Serbia     | -     | -     | -     | -     | -     | -     | 3     |
| Solaris           | Croazia    | 6     | 9     | 11    | 13    | 12    | 11    | -     |
| Stella Rossa      | Serbia     | -     | -     | -     | -     | -     | -     | 8     |
| Triglav Kranj     | Slovenia   | -     | -     | -     | -     | 11    | -     | -     |
| Vojvodina         | Serbia     | -     | -     | -     | -     | -     | -     | 9     |

## Albo d'oro
| Stagione | Vincitore     | 2º posto       | 3º posto       |
| -------- | ------------- | -------------- | -------------- |
| 2009     | Jug Dubrovnik | Jadran H.N.    | Primorac       |
| 2010     | Jadran H.N.   | Jug Dubrovnik  | Primorac       |
| 2011     | Jadran H.N.   | Jug Dubrovnik  | Primorje       |
| 2012     | Pro Recco     | Primorje       | Jug Dubrovnik  |
| 2013     | Primorje      | Jug Dubrovnik  | Mladost        |
| 2014     | Primorje      | Jug Dubrovnik  | Mladost        |
| 2015     | Primorje      | Jug Dubrovnik  | non assegnato  |
| 2016     | Jug Dubrovnik | Primorje       | non assegnato  |
| 2017     | Jug Dubrovnik | Jadran H.N.    | non assegnato  |
| 2018     | Jug Dubrovnik | Mladost        | non assegnato  |
| 2019     | Mladost       | Jug Dubrovnik  | non assegnato  |
| 2020     | Mladost       | Jug Dubrovnik  | non assegnato  |
| 2021     | Radnički      | Jug Dubrovnik  | Jadran Spalato |
| 2022     | Novi Beograd  | Jadran Spalato | Jug Dubrovnik  |
| 2023     | Jug Dubrovnik | Jadran Spalato | non assegnato  |
| 2024     | Novi Beograd  | Jadran Spalato | Jug Dubrovnik  |
| 2025     | Radnički      | Jadran Spalato | non assegnato  |

## Vittorie per squadra
| Squadra        | 1º | 2º | Podi |
| -------------- | -- | -- | ---- |
| Jug Dubrovnik  | 5  | 8  | 13   |
| Primorje       | 3  | 2  | 5    |
| Jadran H.N.    | 2  | 2  | 4    |
| Mladost        | 2  | 1  | 3    |
| Novi Beograd   | 2  | 0  | 2    |
| Radnički       | 2  | 0  | 2    |
| Pro Recco      | 1  | 0  | 1    |
| Jadran Spalato | 0  | 4  | 4    |

## Vittorie per nazione
| Nazione    | V  | Club                             |
| ---------- | -- | -------------------------------- |
| Croazia    | 10 | Jug Dubrovnik, Primorje, Mladost |
| Serbia     | 4  | Radnički, Novi Beograd           |
| Montenegro | 2  | Jadran H.N.                      |
| Italia     | 1  | Pro Recco                        |